# Apogon abrogramma
Apogon abrogramma är en fiskart som beskrevs av John Fraser och Lachner, 1985. Apogon abrogramma ingår i släktet Apogon och familjen Apogonidae. Inga underarter finns listade i Catalogue of Life.